# Lonicera etrusca
Lonicera etrusca är en kaprifolväxtart som beskrevs av G. Santi. Lonicera etrusca ingår i släktet tryar, och familjen kaprifolväxter. Inga underarter finns listade i Catalogue of Life.

## Bildgalleri

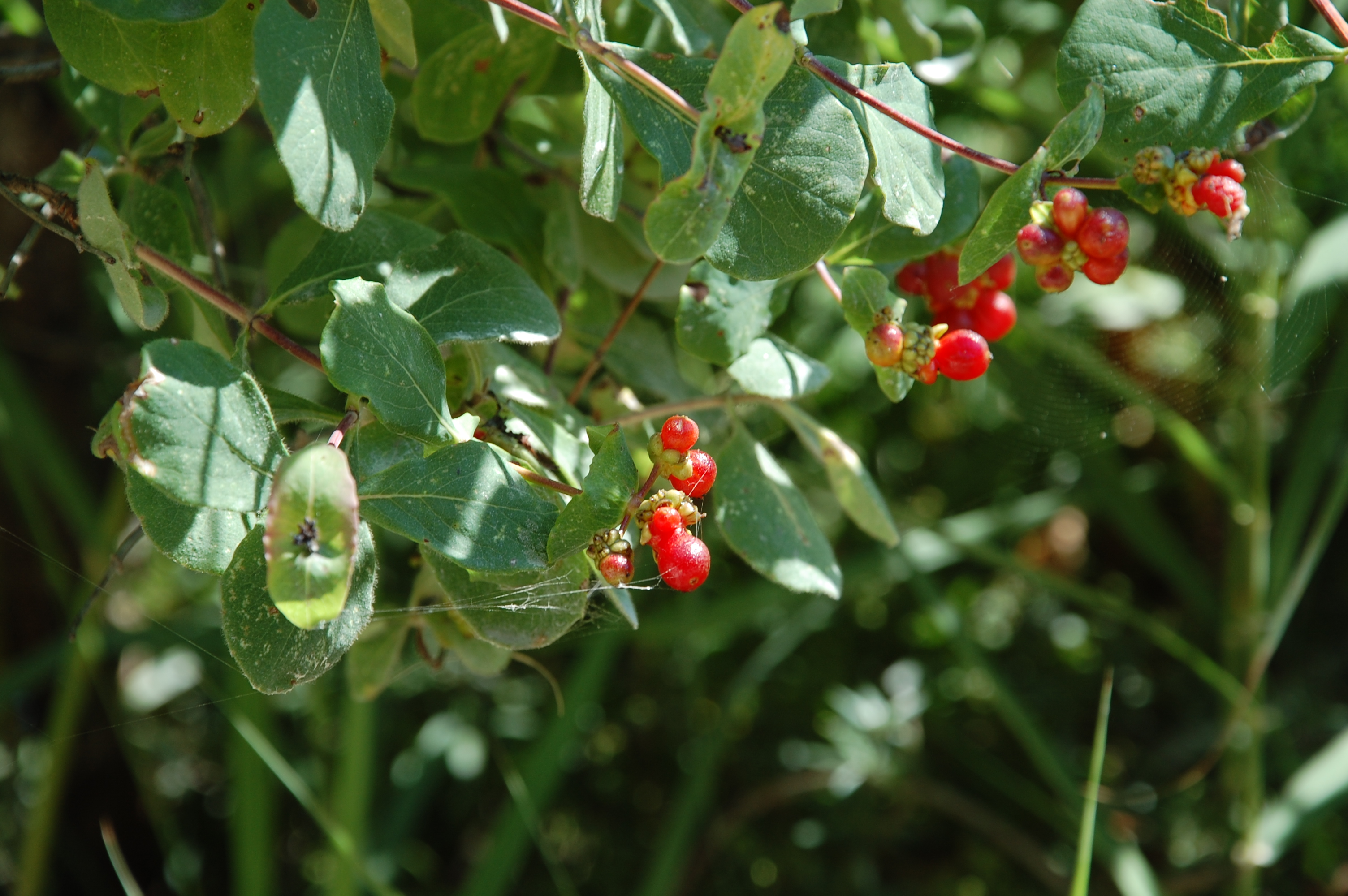
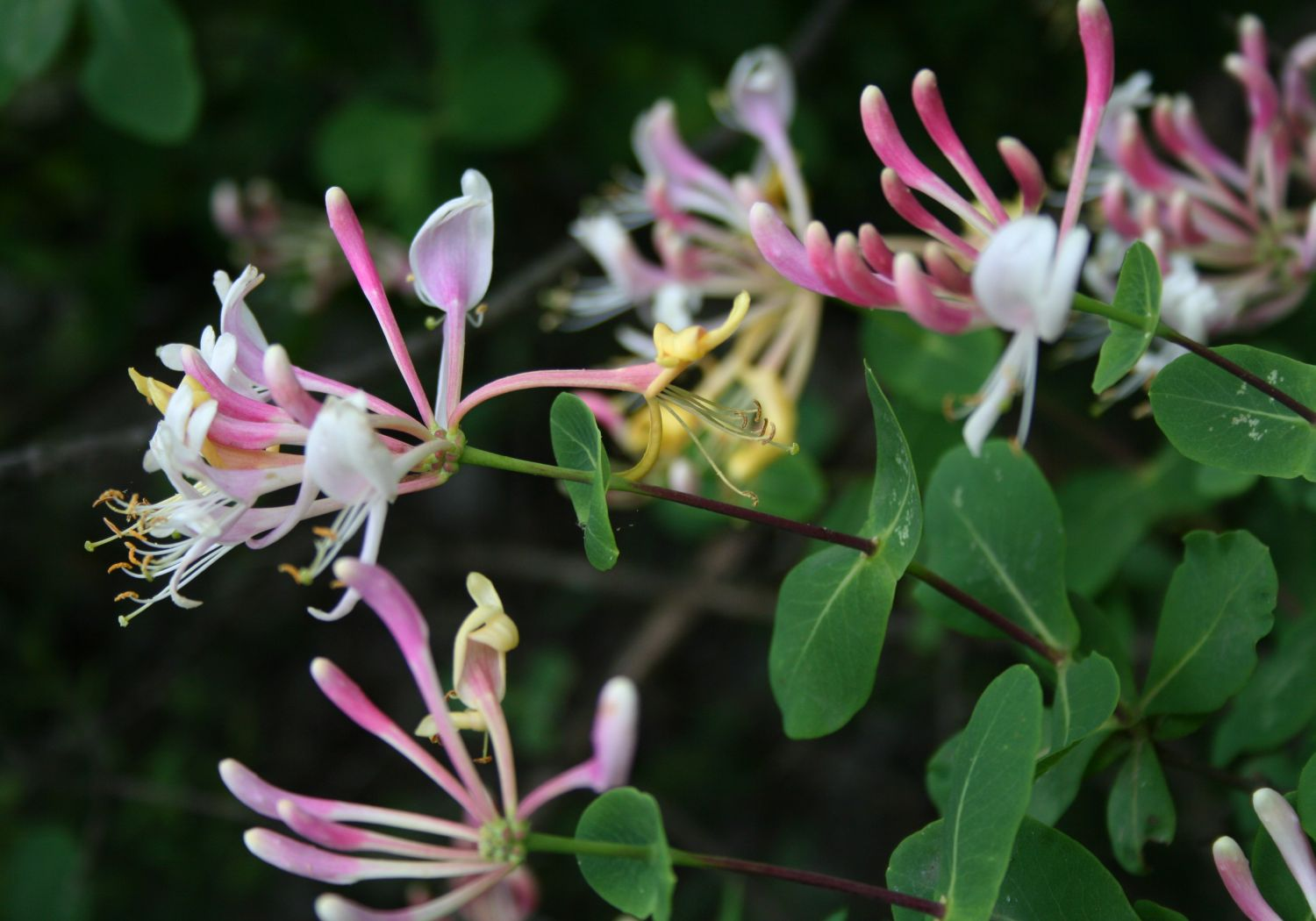
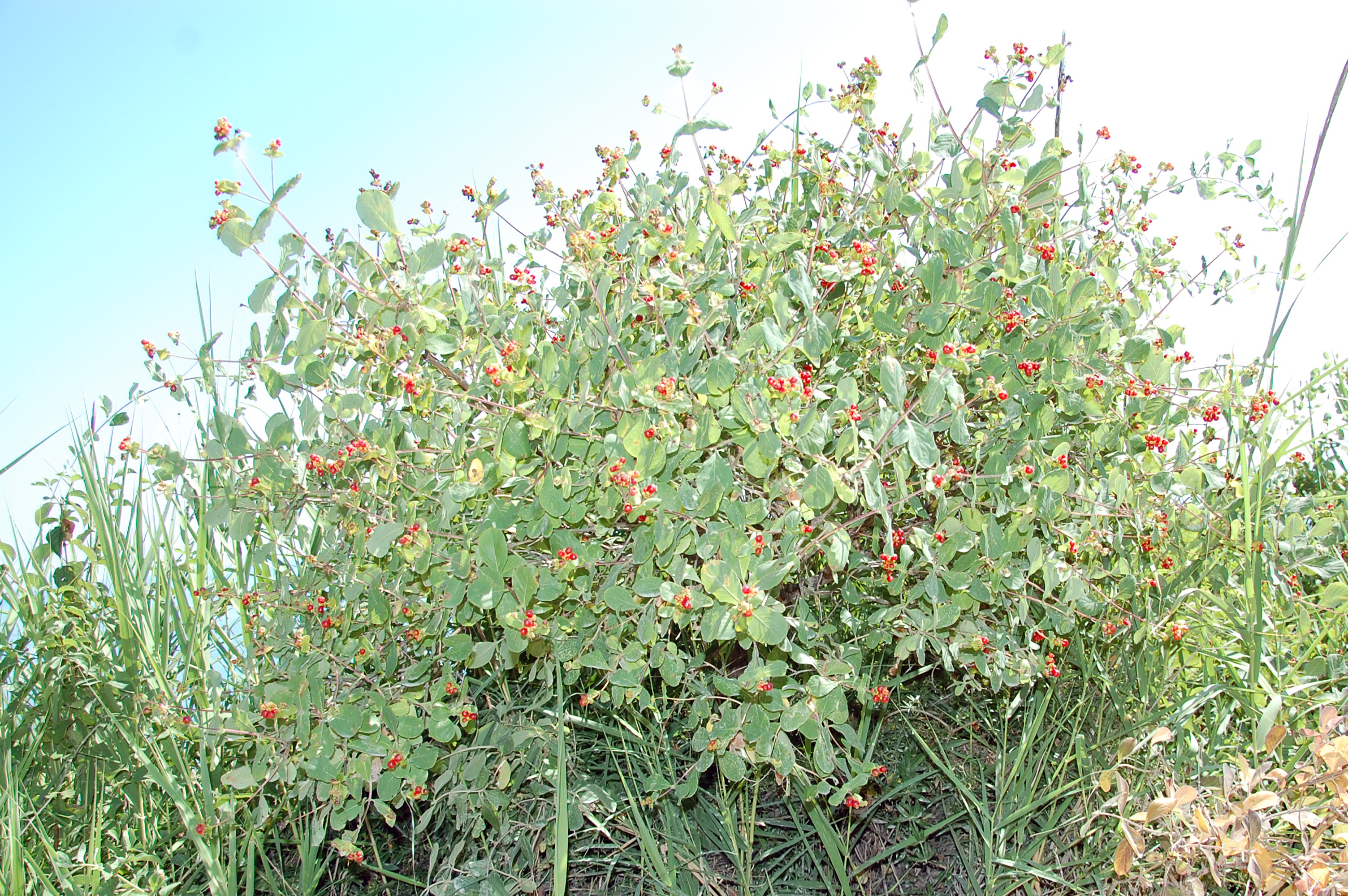
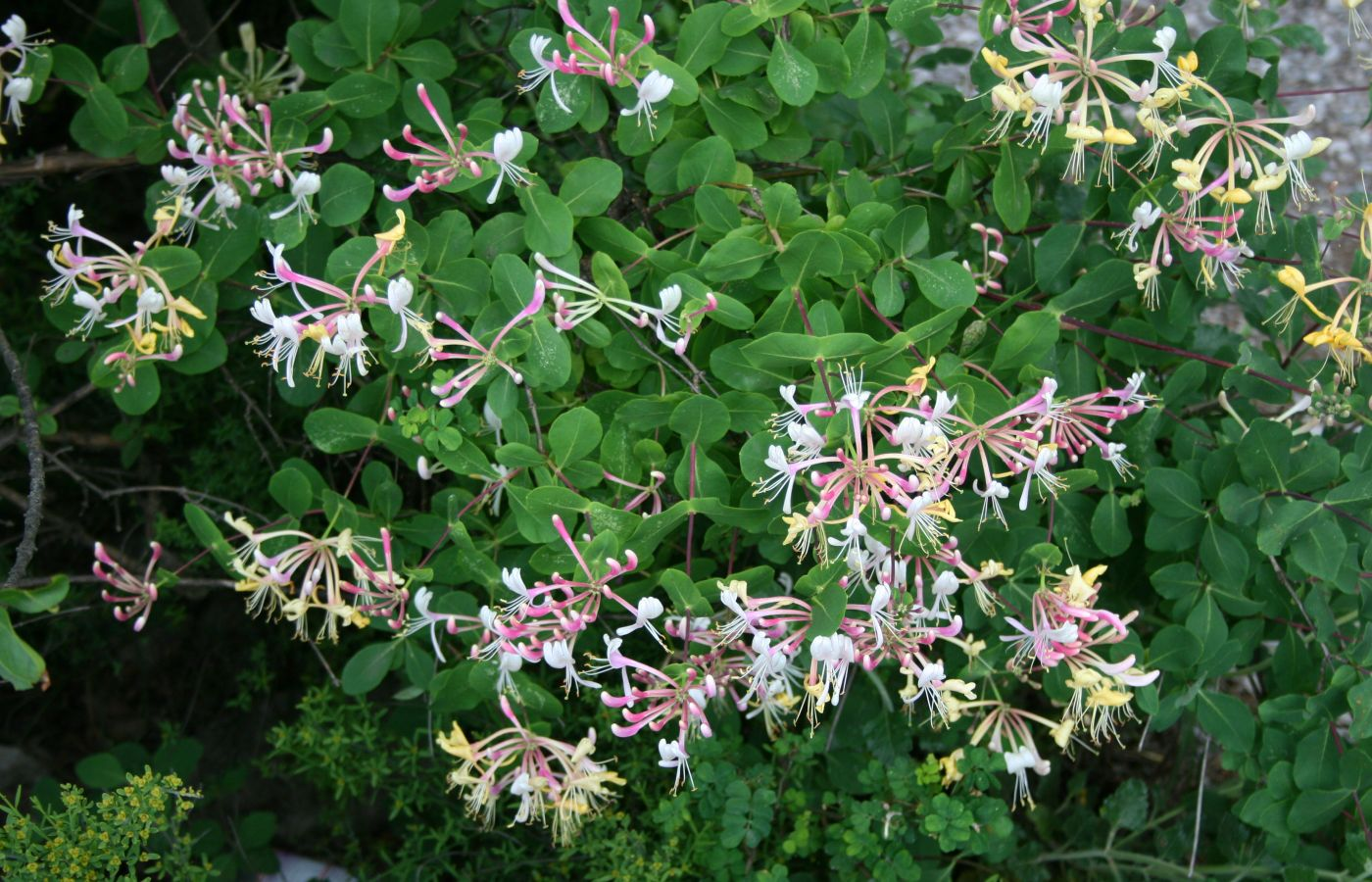
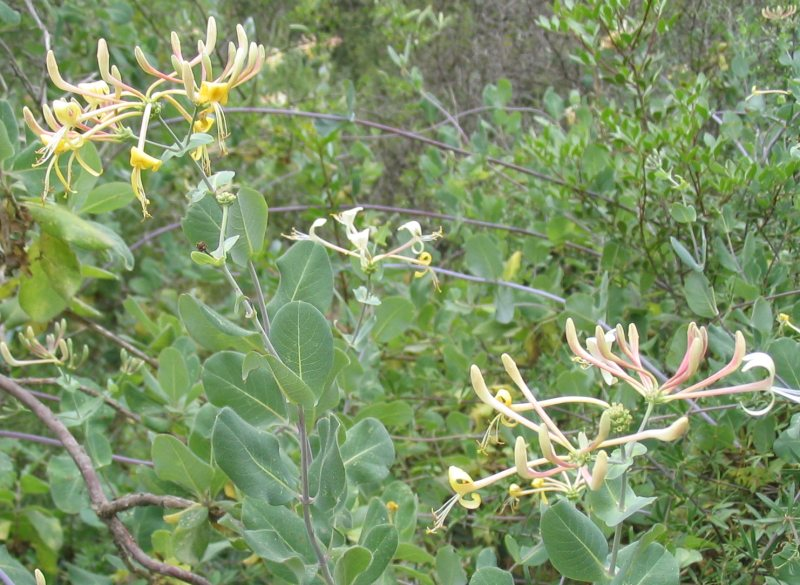
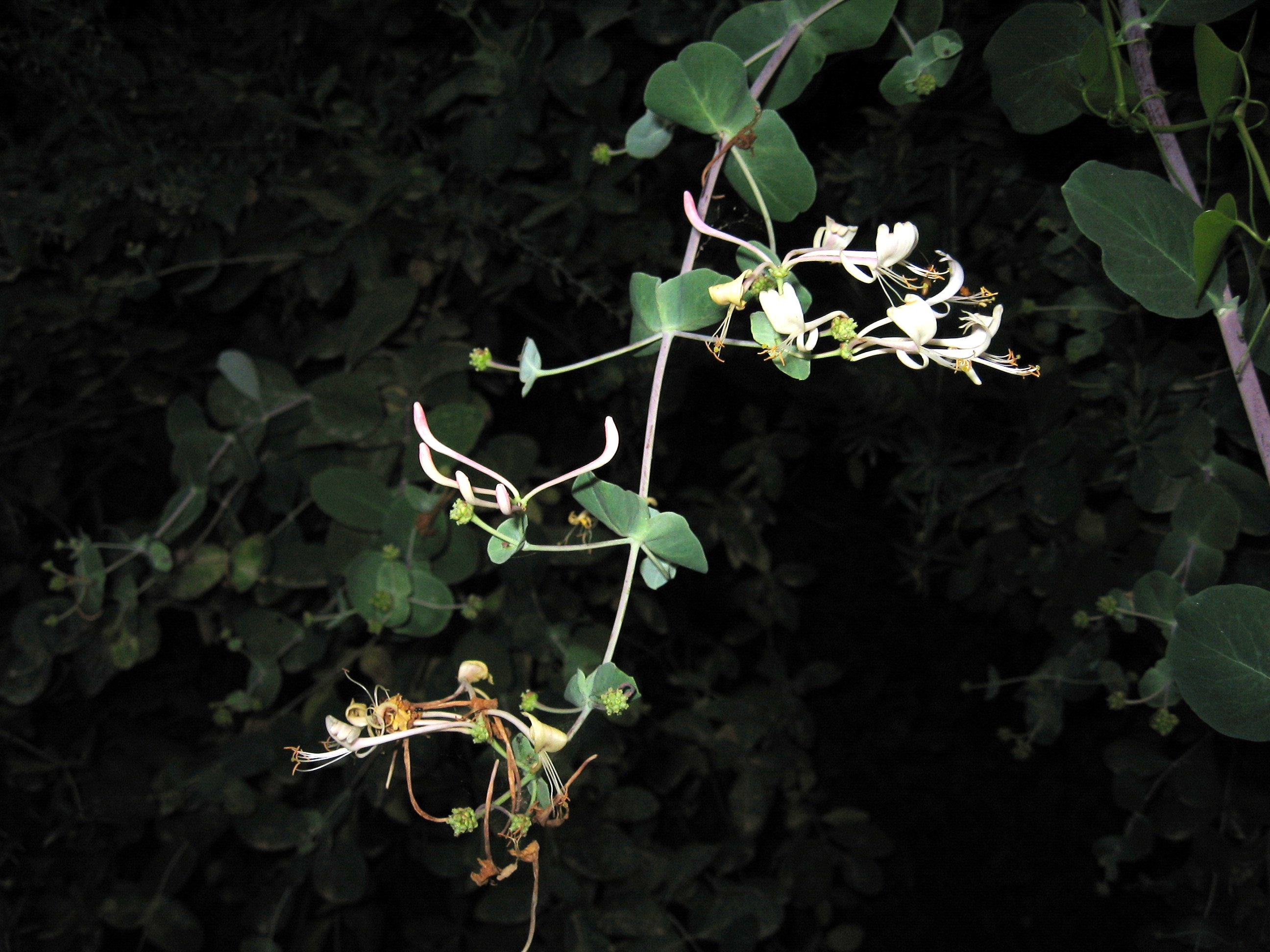